# Them Thar Hills
Them Thar Hills is een korte film van Laurel en Hardy uit 1934.

## Verhaal
Op aanraden van de dokter, gespeeld door Billy Gilbert, trekken Laurel en Hardy er met de caravan op uit. Ze ontdekken een leuk plekje met een waterput. Kort tevoren heeft een groep gevluchte gangsters de put met illegaal gestookte drank gevuld. Door het drinken van dit "water" voelen Laurel en Hardy zich direct beter. Even later krijgen ze bezoek van een echtpaar, gespeeld door Charlie Hall en Mae Busch, dat met de auto is gestrand zonder benzine. Terwijl hij met een jerrycan teruggaat naar de auto blijft zij bij Stan en Ollie in de caravan wachten en ze heeft dorst. Bij zijn terugkomst treft hij zijn vrouw ladderzat in de caravan aan. Hij neemt wraak op Laurel en Hardy en de caravan heeft weldra geen inruilwaarde meer.
Enkele films later gaat het verhaal verder in Tit for Tat.

## Rolverdeling
| Acteur            | Personage    |
| ----------------- | ------------ |
| Stan Laurel       | Stan         |
| Oliver Hardy      | Ollie        |
| Mae Busch         | Mrs. Hall    |
| Charley Hall      | Mr. Hall     |
| Billy Gilbert     | doctor       |
| Richard Alexander | maneschijner |
| Bobby Dunn        | maneschijner |
| Sam Lufkin        | maneschijner |
| Eddie Baker       | officier     |
| Bobby Dunn        | officier     |
| Baldwin Cooke     | officier     |